# Gerd Fries
Gerd Fries (* 14. Oktober 1942) ist ein deutscher Taekwondoin. Er war der erste deutsche Meister im Taekwondo. Im September 1967 fand die erste deutsche Meisterschaft im Taekwondo statt. Bei dieser gewann er die Goldmedaille. Die Meisterschaften wurden damals ohne Gewichtsklassen ausgetragen, daher war er 1967 der einzige Gewinner. Ein Jahr später holte er bei der deutschen Meisterschaft Bronze.